# USA:s femte flotta

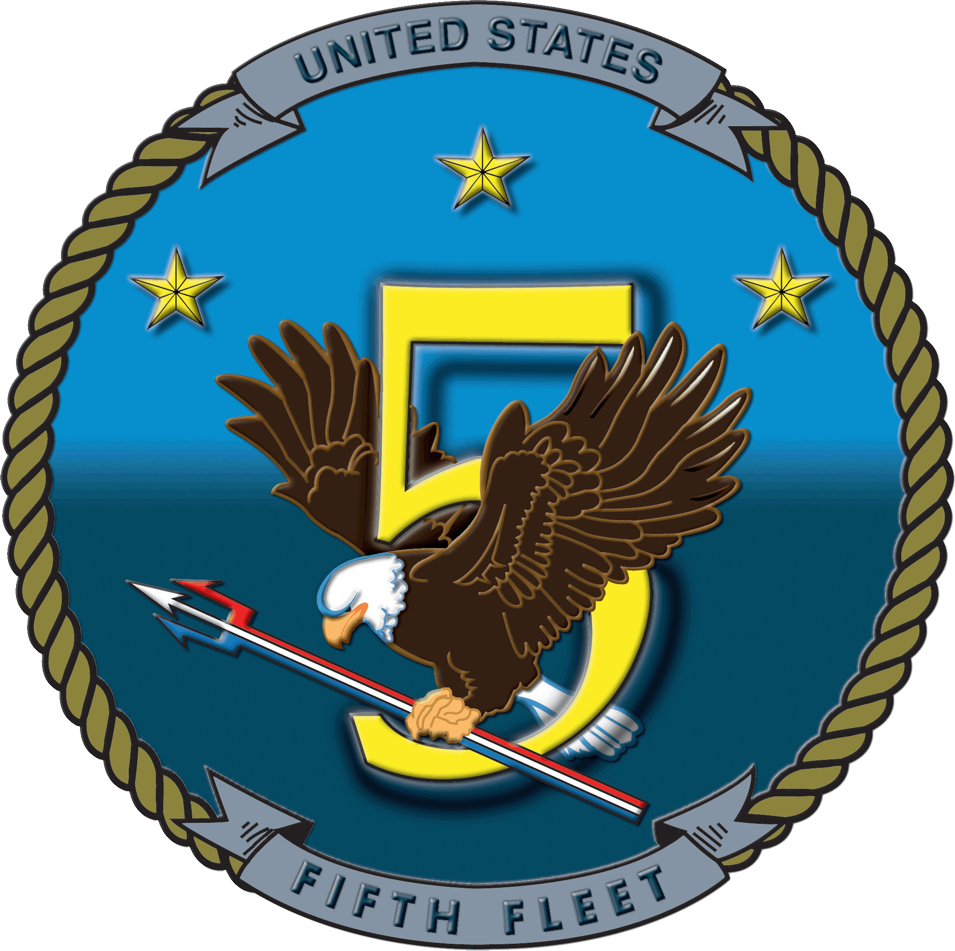
USA:s femte flottas vapensköld

Femte flottan är en amerikansk numrerad flotta. Den har haft ansvarsområde för sjöstyrkor i Persiska viken, Röda havet, Arabiska havet och delar av Indiska oceanen sedan 1995. Den delar en befälhavare och huvudkontor med USA:s marina centralkommando ( NAVCENT ) i Bahrain. Från och med 7 december 2018 är befälhavaren för femte flottan vice admiral James J. Malloy.  Femte flottan / NAVCENT är ett förbandskommando och rapporterar till USA:s centralkommando (CENTCOM). 
Femte flottan grundades 1944 och genomförde omfattande operationer mot japanska styrkor i Centrala Stilla havet under andra världskriget. Andra världskriget slutade 1945 och femte flottan avaktiverades 1947. Den förblev inaktiv till 1995, då den
återaktiverades och antog sitt nuvarande ansvarsområde. 

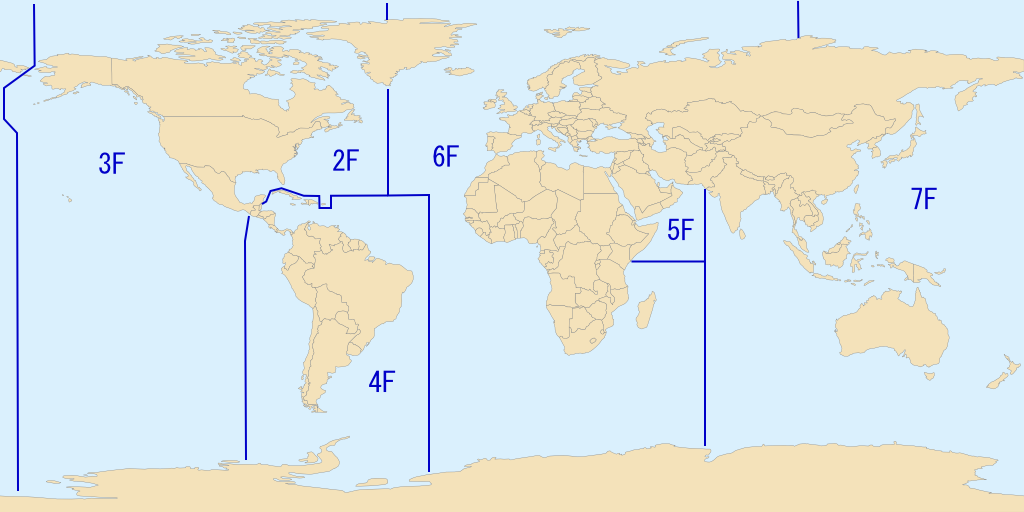
Femte flottans ansvarsområde, 2009.